# Urbana (Illinois)
Urbana é uma cidade localizada no estado americano de Illinois, no Condado de Champaign. A cidade foi fundada no século XIX.

## Demografia
Segundo o censo americano de 2000, a sua população era de 36.395 habitantes.
Em 2006, foi estimada uma população de 38.658, um aumento de 2263 (6.2%).

## Geografia
De acordo com o United States Census Bureau tem uma área de
27,2 km², dos quais 27,2 km² cobertos por terra e 0,0 km² cobertos por água. Urbana localiza-se a aproximadamente 224 m acima do nível do mar.

## Localidades na vizinhança
O diagrama seguinte representa as localidades num raio de 16 km ao redor de Urbana.

## Curiosidades
Cidade de criação do computador HAL 9000, citado no filme 2001: A Space Odyssey.